# تحت‌تعقیب‌ترین مرد (فیلم)
تحت تعقیب‌ترین مرد (انگلیسی: A Most Wanted Man) فیلمی بریتانیایی در سبک جاسوسی و مهیج است که در سال ۲۰۱۴ منتشر شد. این فیلم از روی رُمانی به همین نام ساخته شده‌است.

## بازیگران
- ریچل مک‌آدامز
- رابین رایت
- فیلیپ سیمور هافمن
- ویلم دفو
- دانیل برول
- نینا هوس
- مارتین وتکه
- همایون ارشادی
- رینر بوک